# Distelknoten
Der Distelknoten ist ein Klemmknoten. Er kann um einen zylindrischen Querschnitt geknüpft werden.

## Namen und Geschichte
Der Distelknoten wurde von dem Arboristen Uli Distel, der ihm seinen Namen gab, entwickelt.

## Anwendung
Der Knoten findet seine Anwendung vor allem in der seilunterstützten Baumklettertechnik. Dabei dient er primär dem Aufstieg am Seil. In Verbindung mit einer direkt unterhalb im Seil eingebauten Seilrolle kann er vor allem bei Verwendung der Doppelseiltechnik zur präzisen Arbeitsplatzpositionierung verwendet werden, ohne auf teure Positionierungsgeräte wie etwa den ZigZag zurückgreifen zu müssen. Außerdem findet die Distel Verwendung am Fixseil zum Aufstieg. Außerdem dient sie auch als Rücklaufsperre für Flaschenzüge zum Befördern von schweren Lasten am Seil. Den genannten Anwendungen kommt die schnelle Lösbarkeit des Knotens nach einer Belastung bei gleichzeitig hoher Sicherheit zugute. Somit kann der Knoten auch nach starker Belastung noch leicht verschoben werden. Er hält in nur eine Belastungsrichtung.

## Knüpfen
Der Distelknoten ist ein Mastwurf mit zusätzlichen Wicklungen unterhalb der „oberen Brücke“. Meistens werden 3 Wicklungen gelegt. Die Anzahl der zusätzlichen Wicklungen variiert je nach Durchmesser der verwendeten Materialien sowie deren Oberflächenbeschaffenheit.
Geknüpft werden kann der Knoten ausgehend von einem gesteckten Mastwurf gefolgt von den zusätzlichen Windungen oberhalb. Eine schnellere Variante beginnt mit den oberen Wicklungen und schließt mit dem Mastwurf ab.
Die Distel ist ein geschlossener Klemmknoten und bedarf je eines Schlaufen oder Schlingenknotens (z. B. einer Spierenstichschlinge, siehe Abbildung) oder Augspleißes an beiden Enden. Alternativ ist die Verbindung beider Enden zu einer Seilschlinge (z. B. doppelter Spierenstich) zum dauerhaften Einbau am Seil.

## Alternativen
- Zum Aufstieg am Fixseil wird meist noch der Prusikknoten verwendet.
- Noch schnellere Lösbarkeit und leichteres Verschieben nach starker Belastung bei Klemmknoten – jedoch mit geringerer Sicherheit – bieten etwa der Happy bzw. Very Happy, Valdotain Tresse (Französischer Prusik), Schnappi und weitere Varianten dieser Knoten.

## Abwandlungen
- Howard Hitch, um die „Brücke“ der Distel werden einige Wicklungen (meist drei) gemacht. Diese Wicklungen führen zu einer Federwirkung, die ein noch schnelleres Lösen des Knotens nach Belastung ermöglicht.
- „Very Distel“, das lose Ende des Schlaufenknotens an einem Ende der Distel wird durch die letzte Wicklung der Distel gesteckt und mit einem Stopperknoten gesichert. Durch Variation der Länge des losen Endes kann die Streckung und die Geschwindigkeit des Knotens justiert werden.